# Eskimo Games
Eskimo Games is een computerspel voor verschillende platforms. Het spel werd uitgebracht in 1989. 

## Ontvangst
| Beoordeeld door        | Platform | Datum        | Score |
| ---------------------- | -------- | ------------ | ----- |
| Amiga Joker            | Amiga    | oktober 1989 | 50%   |
| The Games Machine (GB) | Amiga    | januari 1990 | 42%   |